# Deyang
Deyang, tidigare romaniserat Tehyang, är en stad på prefekturnivå i Sichuan-provinsen i sydvästra Kina. Den ligger omkring 66 kilometer nordost om provinshuvudstaden Chengdu.

## Administrativ indelning
Deyang består av ett stadsdistrikt, tre städer på häradsnivå och två härad:
| Karta                | Karta      | Karta     | Karta           | Karta                    | Karta     | Karta                      |
| -------------------- | ---------- | --------- | --------------- | ------------------------ | --------- | -------------------------- |
|                      |            |           |                 |                          |           |                            |
| Nr                   | Namn       | Kinesiska | Pinyin          | Befolkning (2004 uppsk.) | Yta (km²) | Befolknings- täthet (/km²) |
| Stadsdistrikt        |            |           |                 |                          |           |                            |
| 1                    | Jingyang   | 旌阳区    | Jīngyáng qū     | 630 000                  | 648       | 972                        |
| Städer på häradsnivå |            |           |                 |                          |           |                            |
| 2                    | Shifang    | 什邡市    | Shífāng shì     | 430 000                  | 863       | 498                        |
| 3                    | Guanghan   | 广汉市    | Guǎnghàn shì    | 590 000                  | 551       | 1 071                      |
| 4                    | Mianzhu    | 绵竹市    | Miánzhú shì     | 510 000                  | 1 245     | 410                        |
| Härad                |            |           |                 |                          |           |                            |
| 5                    | Luojiang   | 罗江县    | Luójiāng xiàn   | 240 000                  | 448       | 536                        |
| 6                    | Zhongjiang | 中江县    | Zhōngjiāng xiàn | 1 410 000                | 2 063     | 683                        |

## Klimat
Genomsnittlig årsnederbörd är 1 156 millimeter. Den regnigaste månaden är juli, med i genomsnitt 309 mm nederbörd, och den torraste är december, med 8 mm nederbörd.